# Xhuljo Mehmeti
Xhuljo Mehmeti (Kamëz, 29 dicembre 1993) è un calciatore albanese, centrocampista del Liria.

## Carriera
Il 27 agosto 2022 viene acquistato a titolo definitivo dalla squadra albanese del Kastrioti.

## Statistiche

### Presenze e reti nei club
Statistiche aggiornate al 30 aprile 2023.
| Stagione         | Squadra          | Campionato       | Campionato | Campionato | Coppe nazionali | Coppe nazionali | Coppe nazionali | Coppe continentali | Coppe continentali | Coppe continentali | Altre coppe | Altre coppe | Altre coppe | Totale | Totale |
| Stagione         | Squadra          | Comp             | Pres       | Reti       | Comp            | Pres            | Reti            | Comp               | Pres               | Reti               | Comp        | Pres        | Reti        | Pres   | Reti   |
| ---------------- | ---------------- | ---------------- | ---------- | ---------- | --------------- | --------------- | --------------- | ------------------ | ------------------ | ------------------ | ----------- | ----------- | ----------- | ------ | ------ |
| apr.-giu. 2012   | Kamza            | KS               | 6          | 0          | CA              | 0               | 0               | -                  | -                  | -                  | -           | -           | -           | 6      | 0      |
| 2012-2013        | Kamza            | KP               | 16         | 0          | CA              | 3               | 0               | -                  | -                  | -                  | -           | -           | -           | 19     | 0      |
| 2013-2014        | Kamza            | KP               | 7          | 0          | CA              | 2               | 1               | -                  | -                  | -                  | -           | -           | -           | 9      | 1      |
| 2014-2015        | Kamza            | KP               | 9          | 1          | CA              | 0               | 0               | -                  | -                  | -                  | -           | -           | -           | 9      | 1      |
| 2015-2016        | Kamza            | KP               | 22         | 5          | CA              | 1               | 0               | -                  | -                  | -                  | -           | -           | -           | 23     | 5      |
| 2016-2017        | Kamza            | KP               | 16         | 2          | CA              | 1               | 0               | -                  | -                  | -                  | -           | -           | -           | 17     | 2      |
| 2017-2018        | Kamza            | KS               | 25         | 2          | CA              | 4               | 1               | -                  | -                  | -                  | -           | -           | -           | 29     | 3      |
| 2018-2019        | Kamza            | KS               | 22         | 0          | CA              | 3               | 1               | -                  | -                  | -                  | -           | -           | -           | 25     | 1      |
| Totale Kamza     | Totale Kamza     | Totale Kamza     | 123        | 10         |                 | 14              | 3               |                    | -                  | -                  |             | -           | -           | 137    | 13     |
| 2019-2020        | Kastrioti        | KP               | 18         | 3          | CA              | 3               | 1               | -                  | -                  | -                  | -           | -           | -           | 21     | 4      |
| 2020-2021        | Kastrioti        | KS               | 33+1       | 1+1        | CA              | 1               | 0               | -                  | -                  | -                  | -           | -           | -           | 35     | 2      |
| 2021-2022        | Erzeni           | KP               | 28         | 9          | CA              | 2               | 0               | -                  | -                  | -                  | -           | -           | -           | 30     | 9      |
| 2022-2023        | Kastrioti        | KS               | 22         | 1          | CA              | 2               | 0               | -                  | -                  | -                  | -           | -           | -           | 24     | 1      |
| Totale Kastrioti | Totale Kastrioti | Totale Kastrioti | 73+1       | 5+1        |                 | 6               | 1               |                    | -                  | -                  |             | -           | -           | 80     | 7      |
| Totale carriera  | Totale carriera  | Totale carriera  | 224+1      | 24+1       |                 | 22              | 4               |                    | -                  | -                  |             | -           | -           | 247    | 29     |

## Palmarès

### Club

#### Competizioni nazionali
- Kategoria e Parë: 1

Kamza: 2016-2017